# Yên Sào

Vị trí tại Cao Hùng

Yên Sào (tiếng Trung: 燕巢區; bính âm: Yàncháo Qū) là một khu (quận) của thành phố Cao Hùng, Trung Hoa Dân Quốc (Đài Loan). Quận có địa hình bằng phẳng và chủ yếu phát triển nông nghiệp. Yên Sào có diện tích 65,3950 km², dân số vào tháng 8 năm 2011 là 30.901 người thuộc 10.125 hộ gia đình, mật độ cư trú đạt 472,5 người/km².